# Tottaste
Der Begriff Tottaste (englisch dead key) bezeichnet eine Taste auf einer Tastatur, die nach dem Drücken keinen Buchstabenvorschub erzeugt und nicht sofort angezeigt wird, sondern eine Art „Wartemodus“ aktiviert. Erst ein weiterer Tastendruck erzeugt dann ein kombiniertes Zeichen (Grundzeichen und Diakritika – wie è, ĉ, ñ, ś oder ů).
Mit Hilfe solcher Tastenkombinationen ist es dem Anwender möglich, beispielsweise auch auf einer Tastatur mit deutscher Tastaturbelegung französischsprachige Buchstaben wie é einzugeben, ohne dass die entsprechenden Tasten auf der Tastatur vorhanden sein müssen. 

## Ursprung
Auf mechanischen Schreibmaschinen wird beim Druck auf eine Tottaste nur das Zeichen auf das Blatt geschrieben, ohne den Wagen weiter zu bewegen. Als Nächstes kann ein beliebiger Buchstabe getippt werden, der dann akzentuiert auf dem Blatt steht.
Die Eingabe in umgekehrter Reihenfolge – so wie es in Handschrift üblich ist: erst den Buchstaben und dann den Akzent – wurde selten eingesetzt, da der Wagen ein Zeichen zurücklaufen müsste, was technisch aufwendiger ist. Auf einigen Remington-Schreibmaschinen wird dies aber mit einer Type umgangen, die ein Zeichen weiter links aufschlägt.
Aus Gewohnheitsgründen wurde das deutlich weiter verbreitete System mit Tottasten auf moderne Computertastaturen übernommen und ist heute weitgehend etabliert.

## Beispiele
So besitzen schweizerische, tschechische und isländische Tastaturen die Umlaut-Tottaste ¨, mit der es möglich ist, Umlaute in Großbuchstaben wie Ä, welche auf diesen Tastaturen fehlen, einzugeben. Ein weiteres Beispiel ist die Akzent-Taste ´ mit »´« und »`« (auf deutschen Tastaturen meist rechts neben „ß“). Wird diese Taste gedrückt, passiert zunächst einmal nichts; drückt man anschließend auf beispielsweise ein E, wird das Zeichen „é“ ausgegeben.
Im Normalfall – und in den meisten Eingabestandards auch vorgeschrieben – ergibt die Tottaste (Beispiel: ´) und der anschließende Druck auf die Leertaste das Zeichen selbst (nicht mit dem Apostroph »’« oder dem Minutenzeichen »′« bzw. dem für beide vorgesehenen Ersatzzeichen »'« zu verwechseln).
Auf deutschen Tastaturen sind noch der Zirkumflex (»^«) und die Tilde (»~«) oft als Tottaste ausgeführt. Allerdings stirbt die Tilde als Tottaste auf deutschen Tastaturen aus, da kaum noch ein Tastaturtreiber sie als Tottaste aufführt. Für hauptsächlich (beispielsweise) spanischsprachige Nutzung oder für osteuropäische Sprachen gibt es Tastaturen (bzw. Treibersoftware) mit den jeweiligen spezifischen Tottasten.
Benutzer, die vorwiegend programmieren oder aus anderen Gründen die Sonderzeichen unmittelbar benötigen, verwenden gern eine Tastaturbelegung ohne Tottasten, da Zeichen wie »^« dann oft eine eigene Bedeutung haben und sonst nur mit einem zusätzlichen Leerzeichen eingegeben werden können. Die Eingabe von beispielsweise französischen Texten verkompliziert sich dadurch erheblich, aber Software-Quelltexte lassen sich besser erstellen.
Eine spezielle, besonders auf unixoiden Systemen verbreitete Tottaste ist die Compose-Taste.